# 伊斯特費斯冰原島峰
78°42′S 163°38′E / 78.700°S 163.633°E
伊斯特費斯冰原島峰（英語：Eastface Nunatak），是南極洲的冰原島峰，位於希拉里海岸，處於莫寧火山以南20公里，美國地質調查局根據測量和該國海軍的空中照片繪入地圖，現時由南極條約體系管理。